# Hosta clausa
Hosta clausa är en sparrisväxtart som beskrevs av Takenoshin Nakai. Hosta clausa ingår i släktet funkior, och familjen sparrisväxter.

## Underarter
Arten delas in i följande underarter:
- H. c. clausa
- H. c. normalis